# 新・信長公記〜ノブナガくんと私〜
『新・信長公記～ノブナガくんと私～』（しん・しんちょうこうき ノブナガくんとわたし）は、甲斐谷忍による日本の漫画作品。『週刊ヤングマガジン』（講談社）にて、2019年17号から2020年29号まで連載された後、『コミックDAYS』に移籍して、2020年7月13日から2021年9月6日まで連載された。
2120年、名立たる戦国武将のクローンが集まる名門不良高校を舞台に、彼らがテッペンである総長となるため争い合うSF漫画。
2019年7月5日に初巻が刊行された。また、連載開始のヤングマガジン2019年17号では一挙2話掲載であった。

## あらすじ
2105年、一人の天才科学者が逮捕された。彼は戦国武将のDNAを採取し、クローン人間を作って「本当に強いのは誰か」という実験をしようとしていた。
それから15年後の2120年4月、日下部みやびは銀杏高校の特進クラスに入学する。だが銀杏高校は日本一の不良高校として知られており、みやびは不良グループに阻まれ登校できない。そこへ織田信長、豊臣秀吉、武田信玄、上杉謙信、伊達政宗など戦国武将の名を持つ生徒たちがあらわれ、不良グループを叩きのめす。実は特進クラスの希望者はみやび一人で、理事長がみやびを守るためケンカの強そうな少年34人を編入させたのだという。特進クラスに集められた戦国武将のクローン人間の生徒たちは、ケンカで校内最強の男となり、総長の座に就くことを目指す。

## 舞台設定
本作の舞台は連載当時から約100年後の2120年の日本であるが、1話で説明される通り、街並みや学校生活などは連載当時の現代とまったく変わらず、クローン技術以外には特に未来要素やSF要素はない。かなり前から江戸時代以前の歴史は不明点が多く教材にふさわしくないとされ、学校では明治以降の歴史しか教えられず、戦国時代などの歴史を知っている人間は非常に少ない。織田信長や徳川家康という名前すら知られておらず、東大の出身者すら例外ではない。
登場する戦国武将のクローンたちはとある戦国好きのマッド・サイエンティストが、戦国オタクなら誰しもが一度は思う「この世に同時に生まれたら誰が最強の武将か」を知りたいために歴史遺産からDNAを採取し、クローンを作成したという。クローン本人たちは、戦国武将の逸話と驚くほど似たような性格や伝説を持つが、自分が戦国武将のクローンであることはおろか、同じ名前の武将がいたことすら知らない。
また、舞台となる銀杏高校は不良のエリートたちが集まる高校として知られており、特に「総長」は全不良の憧れであるという。総長は独自の学校の決定権を持ち、理事長をも凌駕する。

## 登場人物
織田信長
本作の主人公。銀杏高校の特進クラスの1年生。クラス番号11。制服に短パンというおかしな格好に、常に何か食べており、何を考えているかサッパリわからない安穏とした青年。おおよそ不良には見えず、他のクラスメイトらからも侮られている（＝うつけ者扱い）。信長の地元では第六天魔王と呼ばれる謎の人物が不良たちをまとめ上げたとされているが、誰もそれが信長の可能性であることを微塵にも思われていない。
正門の大勢力を一人で倒す、先を見越して学校の塀を壊す、人の思惑を誘導してコマの策を潰す、偶然を装って喧嘩に勝つなど、明示されていないが、信長が狙ってやったかのような描写が多々ある。
日下部みやび
銀杏高校の特進クラスの1年生。クラス番号15。戦国オタクの女子高生。母子家庭で「難関大学に合格すれば高校の授業料返還・大学の学費支給」という銀杏高校特進クラスを受験し合格する。入学してからは不良少年となった戦国武将クローンの生徒たちの中で唯一の女子生徒となり、最強を目指す彼らの騒動に巻き込まれていく。
委員長決めでは自我が強く全員が自分自身に票を入れてしまうために、永遠に終わらない状況となってしまう中、信長の「自分自身に投票することを禁止する案」により、全員が自分よりも格下で妥協できるみやびに票を入れたために委員長に決まってしまった。

### 1-A：特進クラス
武田信玄
クラス番号23。15歳にして甲州街道沿いの暴走族を束ねたという青年。登校初日、武田の騎馬隊ならぬバイクでコマが仕掛けた防衛網を破る。秀吉の評価では上杉、伊達と並んでクラス最強格。
クラスに混乱を招きたい井伊にけしかけられ、屋上で寝ている信長に喧嘩を売りに行くが、その言いしれぬ実力を察する。その後、代わりに井伊を叩きのめす。
上杉謙信
クラス番号6。喧嘩の実力は武田に比肩すると評されるほど高いが、やたら筋を通したがり、まずは話し合いで解決しようとする青年。結局は喧嘩に至るが、それでも相手を認めると勝ってもトドメを刺さず、弱い相手は見逃すなど喧嘩の結果は引き分けが多く、理事長からは総長候補から外されている。
みやびの演説を聞いて、クラス委員長選出を利用し特進クラスを封じ込めたいコマに対し、義に反すると一人で彼を倒しに行く。コマを追い詰めるが、手下を大事にするコマに義を見たとして見逃す。
伊達政宗
クラス番号25。北部最強と呼ばれる優男風の青年。コスプレを好む芸人気質。喧嘩は上杉や武田に並んで問題なく強い。
羽柴秀吉
クラス番号29。サル顔で女好きの童顔で小柄な青年。喧嘩に自信はないが、演技で自分を大きく見せる術に長ける。基本的にはトップになる奴を見極めて早々にその下に付き、No.2になることを目指している。史実通り女好きで、初対面のみやびに粉をかけるが、一方で不良情報に疎い彼女に色々と教える。
本多忠勝
クラス番号31。湾岸の四天王と恐れられる一人。上杉・武田に次ぐ喧嘩最強と名高い大柄な体格の青年。未だ喧嘩無敗はおろか怪我一つ負ったことがないという伝説がある。
コマの策謀で信長に喧嘩をふっかけることになるが、その際に怪我をしてしまう。しかし、信長が負けたフリをして本多の顔を立てて、それを隠したことで彼を見直すようになる。
井伊直政
クラス番号3。湾岸の四天王と恐れられる一人。本多と共に喧嘩の腕なら武田・上杉に並ぶ最強の評価を持つ。
クラスに波乱を起こすため、武田に信長を襲うようけしかけるが、その後、武田に叩きのめされる。
酒井忠次
クラス番号19。湾岸の四天王と恐れられる一人。
榊原康政
クラス番号20。湾岸の四天王と恐れられる一人。
宇喜多直家
クラス番号7。通称「不死身の直家」で金属バットで脳天を殴られたり、頭に割れたビンが刺さっていても平気という青年。コマの襲撃を受け、生首を晒すような枷で拘束されて辱めを受ける。
龍造寺隆信
クラス番号35。スキンヘッドで大柄な肥満体の青年。コマの襲撃を受け、教室にSMプレイのような形で全裸で吊るされ辱めを受ける。
加藤清正
クラス番号12。秀吉の評価では戦闘力ランキング6位という青年。秀吉に対する旗印戦に、彼のブラフを無視して名乗りを上げる。
1巻巻末では、他に柴田勝家、前田利家が登場している。また、1話や6話の名簿では名前のみだが明智光秀、小早川秀秋、毛利元就、黒田如水、大谷吉継、斎藤道三、足利義昭、石田三成、今川義元、大友宗麟が登場している。44話にて小田氏治、大谷吉継、吉川元春、蒲生氏郷、津軽為信、長宗我部元親、ベルナール・弥助、真田昌幸、北条早雲、竹中重治、松永久秀の名前と詳細が判明している。

### 上級生
コマさん / 駒尾馬流（こまお うまる）
銀杏高校2年生。通称コマさん。次期総長候補の一人で、手下たちと特進クラスの妨害を試みる。出入り口を手下で固めて入校を妨害する、昏倒させて辱めるなど直接的な対応以外にも委員長決めの利用や信長を襲わせるように誘導など策謀を巡らす。みやびは彼の正体は木曾義仲のクローンで、戦国武将クローンを作成する前にテストで作成されたのではないかと推測している。名前はその幼名「駒王丸」に由来する。
総長
銀杏高校の現総長。鎧甲冑を着て素顔を隠している。直談判に来たみやびに、およそ不良高校のトップらしからぬ穏当な対応を行うが本性は好戦的な人物。マッド・サイエンティストと共に、総長室で戦国武将クローン達の争いを見物している。みやびの「総長になる条件がわからないため、不毛な争いが起こる」という指摘を表面的には認め、さらなる争いを起こすための呼び水として旗印戦を始める。

### その他
中林理事長
銀杏高校理事長。大の戦国マニアで食えない中年オヤジ。常に東大出の美女2人を秘書として侍らせ、セクハラしている。武将クローンの話を知り、偶然前オーナーからオファーされた銀杏高校をタダ同然で譲り受け、理事長に就任して、彼らを高校へ集めた。歴史マニアのみやびが入学したことを喜んでおり、戦国武将クローンを集めて学校を変えようという構想を打ち明けるが、彼らが起こす闘争を面白がっている。本当は徳川家康を入学させたかったのだという。
博士
名前不明。マッドサイエンティストとも呼称される。戦国武将クローンたちの生みの親。大の戦国マニアで、名立たる武将たちが一斉に現代に蘇ったら誰が勝つか知りたい、という理由で彼らのクローンを作り、世に放つことを思い立つ。しかし、その違法クローンを作成したことがバレて逮捕され、その後、獄中で死んだと噂される。
実は目などを一部残して培養液の中で生存しており、総長と共に銀杏高校にいる。そして念願であった誰が勝つかを総長と共に見物している。
第六天魔王
信長の地元において不良達を束ねたという謎の不良リーダー。秀吉の評価では実力1位。みやびは、その渾名からして信長のことだと疑っているが、秀吉にはありえないと一笑に付されている。
徳川家康
理事長曰く戦国武将クローンの中で最も有望な人物。大きなカリスマ性を持ち、喧嘩も強く、それでいて東大に入れるほどの明晰な頭脳を持つという。不良たちの間では名前が上がっておらず、不良かは不明。
後に転校生という形で特進クラスにやってくるが、およそ史実とは異なる大柄で凶暴な性格をしている。「家康公記（かこうこうき）」という家康の幼少時も綴られた古文書を手に入れた博士によれば、実際に歴史上の家康は1歳で文字を理解し、2歳で大人と会話し、3歳で人を殺したほどの異常者であり、現在に知られている人物像は織田家・今川家の人質生活でようやく牙を抜かれた姿であって、博士は作ったことを後悔しているという。

## 書誌情報
- 甲斐谷忍 『新・信長公記〜ノブナガくんと私〜』 講談社〈ヤンマガKC〉、全8巻
  1. 2019年7月5日発売[講 1]、ISBN 978-4-06-516358-0
  2. 2019年10月4日発売[講 2]、ISBN 978-4-06-517232-2
  3. 2020年1月6日発売[講 3]、ISBN 978-4-06-518221-5
  4. 2020年4月6日発売[講 4]、ISBN 978-4-06-519202-3
  5. 2020年8月5日発売[講 5]、ISBN 978-4-06-520468-9
  6. 2020年12月9日発売[講 6]、ISBN 978-4-06-521720-7
  7. 2021年5月12日発売[講 7]、ISBN 978-4-06-522587-5
  8. 2021年11月18日発売[講 8]、ISBN 978-4-06-525874-3

## テレビドラマ
『新・信長公記〜クラスメイトは戦国武将〜』（しん・しんちょうこうき クラスメイトはせんごくぶしょう）のタイトルで、2022年7月24日から9月25日まで読売テレビ制作・日本テレビ系「日曜ドラマ」枠で放送された。主演は永瀬廉。

### あらすじ（テレビドラマ）
2122年4月、歴史オタクの日下部みやびは銀杏高校に新設された特進コースに入学したが、高校は不良生徒で溢れかえり、トップクラスの荒れ果てた不良校だった。上級生に絡まれたみやびは、織田信長を名乗る生徒に助けられる。特進クラスは戦国武将のクローン高校生たちが集められていた。理事長の別府ノ守与太郎は、この銀杏高校で一番強い人物を決めると宣言し、「旗印戦」が始まる。

### キャスト
織田信長〈15〉
演 - 永瀬廉（King & Prince）（幼少期：渡邉斗翔）
本作の主人公。織田信長のクローン。ケンカは強いが、争いごとを嫌う。武田や、幼少期の秀吉を救っている。白字で「永楽通宝」とプリントされた赤いTシャツを着ている。生の貝類、素麺などの食材を学校に持ち込み、七輪で調理して食する。干し柿が好物。小学生時代、育ての母と交わした「和の心を持て」との約束を思い出し、クローン家康に宣戦布告する。強い口調でいろんな迷言を残す。みやびの歌曲に酔いしれ、舞いながら他校の生徒との勝負に圧勝する。気にも止めていなかったクローン家康に度々目をつけられるが、武将クローンたちが恐怖に怯える様子を見て怒りをあらわにする。
日下部みやび〈15〉
演 - 山田杏奈（幼少期：竹野谷咲）
本作のヒロイン。明治以降の歴史しか学んでいない未来の日本において、戦国時代の武将に異常に詳しい女子高生。中学生の時に亡くなった父の遺言で銀杏高校に入学する。ガスバーナーのように光る竹刀を用いる未来型の剣道の有段者。実家は山奥の神社の近所にある茅葺き屋根の民家。真面目で、古風な話し方をする。中学時代から付き合うギャルの親友2人と、東京スカイツリーより後に建造された日本一高い電波塔の店に立ち寄る。
学級委員長に就任されてAI理事長から秘密を知り、旗印戦に躍起なったクラスの武将クローンたちと打ち解け合い、信長の次に中心的な存在となっている。クローン徳川家康に無視されたクローン竹中重治の助言を聞いたクローン今川義元と真田につけ狙われる。家康を復讐に燃えた博士の息子がみやびに失望し、虐待に近い開発をした海外クローン偉人の黒百合高校生ら3人組に誘拐される。
豊臣秀吉〈15〉
演 - 西畑大吾（なにわ男子）（幼少期：小林郁大）
関西弁を話す豊臣秀吉のクローン。茶道や将棋を得意とする、口八丁手八丁のトラブルメーカー。チャラ男。不良高校の生徒の中で唯一、普通の中学校出身。小学生の頃、他校とのケンカに敗れ、他校の生徒から虐められたところを幼少期のクローン信長に助けられている。
伊達政宗〈15〉
演 - 三浦翔平（幼少期：青木凰）
コスプレと占い、手紙を好む女子力の高いイケメン不良。黒革のアイパッチ（眼帯）を着けている。ライバル校の黒百合高校生のクローンジャンヌ・ダルクとは幼い頃に知り合い、成長して再会を果たすが、戦闘向けに闘う彼女の姿に唖然する。
武田信玄〈15〉
演 - 満島真之介
金髪のビビリ毛（縮毛）で、裾の長い特攻服状の白い学ランに身を包んだ不良高校生。クローン家康に秒殺される。家康側につく裏切り者の今川義元をあぶり出したす。家康と再戦して激闘の末、彼の太ももに弱点を付けて敗北する。
黒田官兵衛〈15〉
演 - 濱田岳（小6：大平洋介）
紺色のベレー帽を被り、計算高く冷静な論理思考の持ち主。クローン秀吉や明智光秀ほどケンカは弱くないが、血気盛んなクローン高校生たちをなだめ、あえて戦いの場から一線を引き、自身が仕えるのに相応しい天下人の品定めをしている。学校内での「桶狭間の戦い」の再来ではクローン家康の誘いに乗り気になれず、自分の能力と信頼の無さから信長と共闘する。
徳川家康〈15〉
演 - 小澤征悦（3歳時：國府田望翔）
銀杏高校に途中から転校してきた徳川家康のクローン。自らをクローンと自覚し、他の武将クローンたちを「ゴミ」と蔑称し、武将クローンたちをひれ伏せさせ理想国家「ネオ江戸幕府」の創建を画策する。クローンの秘密を知った女性のみやびに殴りかかる狂暴な一面を持つ。クローン信長に負けじと対抗するあまり、飼育小屋のニワトリを驚かせたり、掃除機の吸引音を真似るなど、暴走することがある。
明智光秀
演 - 萩原利久
気が弱いメガネのオカッパ男子。中学時代、同級生たちの使い走りにされこき使われ、人格を否定されていた。クローン秀吉と同じように不良に憧れる。
上杉謙信
演 - 犬飼貴丈
白いフードを着用し、琵琶をロックンロール風に奏でる。
井伊直政
演 - 駿河太郎
青みがかった銀髪で、ラメで輝く灰色の上着を羽織り、ヘッドホンを身につけた不良学生。仲間思いの性格から、クローン黒田官兵衛とクローン家康の二重スパイとして動いていたが、クローン黒田が集めたクローン今川義元、真田幸村と竹中重治に加担し、「新PPB作戦」の妨害工作で音楽ホールを閉鎖中にしていた時、信長に説得されて信長側と手を組む。袴を開く癖がある。
竹中重治(半兵衛)
演 - 柳俊太郎（小6：宍戸晴空）
女と間違えられた都市伝説とは異なり、パンクスタイルの髪型と格好をした派手好きな策略家。背の低いクローン黒田官兵衛とはデコボココンビの幼なじみだったが、中学受験でカンニングしていたことに気づいた官兵衛を裏切り、官兵衛に孤独を味わわせて以降は、互いを騙し合う関係となる。
本多忠勝
演 - 阿部亮平
クローン信長に恋する特徴的な髪型に髭面の肥満体型の不良。大きな数珠をタスキのように肩から架けている。
加藤清正
演 - 須賀健太
口八丁手八丁のクローン秀吉と旗印戦で闘うが、制限時間を過ぎたため敗戦する。肥後弁を喋る。
酒井忠次
演 - 長田成哉
榊原康政
演 - 内藤秀一郎
毛利元就
演 - 片岡久道
クローン前田利家とつるむ関係で、みやび誘拐捜索のため、みやびの女友達に聴き込みをする。
前田利家
演 - 野村康太
第2話で窮地に陥ったクローン秀吉を、クローン伊達たちともに助ける。
真田幸村
演 - 田野倉雄太
金色の六文銭のデザインをあしらったワインレッドのニット帽を被る高校生。
秀吉側につくはずとのみやびの予想に反し、親子、兄弟と離れ離れとなった史実と異なり、クローン家康側に就き、クローン今川義元と共に少数のクローン織田軍と闘って敗れる。
今川義元
演 - 松大航也
クローン家康の恐怖にひれ伏し、手を組もうとしたクローン武田に見抜かれながら、クローン井伊と真田幸村と竹中と組み、クローン信長と二重掛け持ちに組んでいたクローン黒田官兵衛たちを陥れ、学校内での桶狭間の戦いの再来とクローン信長との再戦を無意識に築く。
龍造寺隆信
演 - 草野大成
坊主頭で、佐賀弁を話す気の弱い肥満体型の不良高校生。将棋対戦で和室で気絶したふりをしていたクローン井伊に濡れ衣を着せられる。保健委員係。
別府ノ守与太郎（べふのかみ よたろう）
演 - 柄本明
銀杏高校のAI理事長。武将クローン生徒たちに旗印戦を呼びかける。
魔村（まむら）
演 - 林田岬優
別府ノ守の秘書。
弥生（やよい）
演 - 佐々木春香
みやびの中学時代の同級生。
飛鳥（あすか）
演 - 石田夢実
みやびの中学時代の同級生。
日下部雅恵
演 - 戸田菜穂
みやびの母親。
日下部誠太郎
演 - 池田鉄洋
みやびの父親。織田信長が残した詩に曲をつけた。元は端くれのクローン研究員だったが、徳川（別府ノ守与太郎）研究所長のクローンたちへの歴史的野望計画に「愛」を説いたが、徳川の暴走を止めることができずに研究所を辞職し、歴史学者になりたい娘とクローンたちの将来を案じてこの世を去る。
博士
演 - 酒向芳
全国各地渡り歩き、クローン武将たちを放った謎の学者。ドラマ版では、別府ノ守与太郎に殺害された。実の息子がいる。
花梨（かりん）
演 - 柚希礼音（第3話 - ）
信長の育ての母。

#### 黒百合高校
ドラマ版オリジナルクローンキャラクター。戦闘力は他の武将クローン達より10倍強く、クローン3人組の新入生としては不良校の銀杏高校へと並ぶ。変った服装を好む。海外の偉人が多い。
マシュー・ペリー
演 - Blake Crawford
3人の中で戦力不明ながら、軍服コスプレを着た老け顔の黒百合高校生。黒船来航をしたアメリカ軍人であるマシュー・ペリーのクローン。他のクローンたちとの遺伝子情報としては真新しい存在。史実通り紳士的で優しく、日本に関する知識と分析能力が高く豊富で、女性であるみやびにも対等的に接する。
ジャンヌ・ダルク
演 - Manon Poudat（幼少期：エマリ パーティントン）
ジャンヌ・ダルクのクローンであり、日本出身なのに片言の日本語で話し、西洋甲冑姿をした紅一点の西洋人クローン。対等の実力を持つクローン伊達政宗とは幼い頃に知り合った。彫刻を施した鉄製の腕輪で、実験的に虐待されたアザを隠している。
始皇帝
演 - 侯偉
皇帝風コスプレと、整体師おじさんのような顔と、カンフーの使い手である高校生。クローン武田信玄に蹴られ、弱点を作られたクローン徳川家康を瞬殺した。

#### ゲスト

##### 第2話
飯野教諭
演 - 浜内千波
家庭科担当。
不良生徒たちに怯まず、料理などを厳しく教える。

##### 第3話
博士の息子
演 - 波岡一喜（第7話・第8話）
武将クローンを作った科学者の息子。みやびに戦国の知識を生かして彼らをコントロールしてほしいと依頼する。家康を「悪魔だ」と言う。
7話からは黒百合三将を率いて家康に復讐しようとする。

### スタッフ
- 原作 - 甲斐谷忍『新・信長公記〜ノブナガくんと私〜』（講談社『ヤンマガKC』刊）[24]
- 脚本 - 金沢知樹、伊達さん[24]、萩森淳
- 監督 - 中島悟、豊島圭介[24]
- 音楽 - 林ゆうき[15]
- 主題歌 - King & Prince「TraceTrace」（Johnnys' Universe）[25]
- 武将墨絵 - 茂本ヒデキチ[26]
- 歴史監修 - 種村威史[27]
- 敦盛（幸若舞）振付 - TRIQSTAR
- アクションコーディネーター - 佐々木修平
- 撮影協力 - 光英VERITAS中学校・高等学校[28]
- VFX - 諸星勲
- 技術協力 - ビデオスタッフ、NiTRo
- 美術協力 - フジアール
- 竹紋使用ライセンス許諾 - 伊達家家紋使用許可済4114号（伊達家伯記念會株式会社）
- チーフプロデューサー - 沼田賢治[24]
- プロデューサー - 中山喬詞、小島祥子、清家優輝[24]
- 共同プロデューサー - 三上絵里子[24]
- 制作協力 - ファインエンターテイメント[24]
- 制作著作 - 読売テレビ

### 放送日程
| 話数                                                                        | 放送日  | サブタイトル             | サブタイトル           | 脚本            | 監督     | 視聴率 |
| 話数                                                                        | 放送日  | Hulu                     | Tver                   | 脚本            | 監督     | 視聴率 |
| --------------------------------------------------------------------------- | ------- | ------------------------ | ---------------------- | --------------- | -------- | ------ |
| その壱                                                                      | 7月24日 | 絶対は絶対にない         | 新・戦国時代の幕開け!  | 金沢知樹 萩森淳 | 中島悟   | 6.1%   |
| その弍                                                                      | 7月31日 | 勝つと思えば勝つ         | 天下統一へ秀吉が出陣!  | 金沢知樹 萩森淳 | 中島悟   | 5.4%   |
| その参                                                                      | 8月07日 | 是非に及ばず             | 裏切り… 蘇る本能寺の変 | 金沢知樹 萩森淳 | 中島悟   | 4.2%   |
| その肆                                                                      | 8月14日 | 和の心                   | 裏切りと陰謀渦巻く暗躍 | 金沢知樹 萩森淳 | 豊島圭介 | 3.8%   |
| その伍                                                                      | 8月21日 | 信じたもん勝ち           | 完全決着! 桶狭間の戦い | 伊達さん        | 豊島圭介 | 4.4%   |
| その陸                                                                      | 8月28日 | 人は城、人は石垣、人は堀 | 大波乱、大逆転、大決闘 | 金沢知樹 萩森淳 | 中島悟   | 4.8%   |
| その漆                                                                      | 9月04日 | 案ずるな、多少は急ぐ     | 絶体絶命! 強敵が襲来!  | 伊達さん        | 日高貴士 | 3.6%   |
| その捌                                                                      | 9月11日 | 鳴くまで待とう           | 救え! 決死の奪還作戦!  | 伊達さん        | 豊島圭介 | 3.8%   |
| その玖                                                                      | 9月18日 | その手を前に             | 命がけ! 最後の頂上決戦 | 金沢知樹        | 中島悟   | 3.2%   |
| その拾                                                                      | 9月25日 | 友よ                     | 命をかけた最期の闘い   | 金沢知樹        | 中島悟   | 4.4%   |
| 平均視聴率 4.4%（視聴率はビデオリサーチ調べ、関東地区・世帯・リアルタイム） |         |                          |                        |                 |          |        |

### その他
- 放送開始前の同年7月7日放送の『THE突破ファイル』（日本テレビ系）のワンコーナー「草薙アルバイトシリーズ」とコラボし、本作から永瀬、山田、三浦が出演した[32]。
- 開始前日の同年7月23日に『秘密のケンミンSHOW 極』とのコラボ特番が放送され、永瀬、山田、西畑、萩原が出演した[33]。また、同月21日放送の同番組の2時間スペシャルに永瀬がゲスト出演した[34]。

| 日本テレビ系列 日曜ドラマ                                                    | 日本テレビ系列 日曜ドラマ                                                                | 日本テレビ系列 日曜ドラマ                                             |
| 前番組                                                                       | 番組名                                                                                   | 次番組                                                                |
| ---------------------------------------------------------------------------- | ---------------------------------------------------------------------------------------- | --------------------------------------------------------------------- |
| 金田一少年の事件簿 （第5期） （2022年4月24日 - 7月3日） - 【日本テレビ制作】 | 新・信長公記 〜クラスメイトは戦国武将〜 （2022年7月24日 - 9月25日） - 【読売テレビ制作】 | 霊媒探偵・城塚翡翠 （2022年10月16日 - 11月13日） - 【日本テレビ制作】 |

### スピンオフドラマ
『新・信長公記 外伝』のタイトルで、動画配信サービス「Hulu」にて、9月11日の第8話放送終了後から配信。ヒロインの日下部みやびが歴女として歴史情報を解説しながら、本編に登場したエピソードの裏側をさらに掘り下げる。

#### キャスト（スピンオフ）
- 日下部みやび - 山田杏奈
- 上杉謙信 - 犬飼貴丈[35]（第1話・第3話）
- 明智光秀 - 萩原利久[35]（第2話・第3話）
- 毛利元就 - 片岡久道[36]（第1話・第3話）
- 前田利家 - 野村康太[36]（第1話・第3話）
- 真田幸村 - 田野倉雄太[36]（第1話・第3話）
- 今川義元 - 松大航也[36]（第1話・第3話）
- 龍造寺隆信 - 草野大成[36]（第1話・第3話）
- 魔村 - 林田岬優[36]（第1話）
- 井伊直政 - 駿河太郎[36]（第2話・第3話）
- 本多忠勝 - 阿部亮平[36]（第2話・第3話）
- 酒井忠次 - 長田成哉[36]（第2話・第3話）
- 榊原康政 - 内藤秀一郎[36]（第2話・第3話）
- 竹中重治 - 栁俊太郎[36]（第3話）

#### スタッフ（スピンオフ）
- 脚本 - 萩森淳[36]
- 演出 - 的場政行[36]

#### 配信日程
| 各話            | 配信日  | サブタイトル           |
| --------------- | ------- | ---------------------- |
| 第1話（8.5話）  | 9月11日 | クラスメイトは宿敵     |
| 第2話（9.5話）  | 9月18日 | クラスメイトは親友     |
| 第3話（10.5話） | 9月25日 | クラスメイトは戦国武将 |

### 映像ソフト
2023年4月5日に発売予定。また、一部通販サイトにてオリジナル特典が法人別に用意されている。
- 新・信長公記～クラスメイトは戦国武将～ DVD-BOX
  - 特典映像
    - メイキング 他（予定）

  - 封入特典
    - ブックレット（予定）

  - 規格品番：TCED-6746

- 新・信長公記～クラスメイトは戦国武将～ Blu-ray BOX
  - 特典映像
    - メイキング 他（予定）

  - 封入特典
    - ブックレット（予定）

  - 規格品番：TCBD-1363